# Coloradoa procerae
Coloradoa procerae är en insektsart. Coloradoa procerae ingår i släktet Coloradoa och familjen långrörsbladlöss. Inga underarter finns listade i Catalogue of Life.